# Gordon Matta-Clark
Gordon Matta-Clark (Nueva York, 23 de junio de 1943-ibídem, 29 de agosto de 1978) fue un artista estadounidense de ascendencia chilena que exploró diferentes modos de intervención arquitectónica. Se le reconoce principalmente por sus «building cuts» o «cortes de edificios».

## Orígenes
Sus padres fueron los artistas Roberto Matta, pintor surrealista chileno, y Anne Clark, pintora estadounidense. Ambos se habían conocido en París, pero debido a la inminencia de la Segunda Guerra Mundial, se establecieron en Nueva York como muchos otros artistas de la época.
Gordon y su hermano mellizo, el artista John Sebastian (llamado Batán), nacieron el 22 de junio de 1943. Pasó su niñez en West Village, Manhattan, donde asistió a colegios privados. Sus padres se separaron definitivamente en 1948 y Matta regresó a Europa. A partir de ese momento, el contacto entre padre e hijo fue intermitente y desprovisto de familiaridad. No obstante, con alguna frecuencia Gordon viajó a Francia y a Chile, junto con su hermano Batán, donde residían sus abuelos paternos.

## Estudios
En 1962 partió de Nueva York a Francia a estudiar Literatura Francesa en la Universidad de París IV-Sorbonne, donde tuvo oportunidad de conocer a los filósofos deconstructivistas, a Guy Debord y los situacionistas. Cabe señalar que estos radicales de la cultura y la política desarrollaron el concepto de “desvío”, o la reutilización de elementos artísticos preexistentes en un nuevo conjunto. Estos conceptos más tarde formarían parte de su trabajo artístico-arquitectónico.
Una vez de regreso en los EE.UU., Gordon Matta-Clark estudió arquitectura en la Universidad Cornell, en Ithaca, Nueva York, entre los años 1963 y 1968. Nunca llegó a ejercer como arquitecto, puesto que él se consideraba más un "anarquitecto", un deconstructor.
En la época que Matta-Clark permaneció en la universidad, el programa de arquitectura de Cornell era guiado en parte por Colin Rowe, un teórico de la arquitectura moderna. Su visión de la modernidad más tarde influyó en gran parte del trabajo propio de Matta-Clark, especialmente en su relación con la práctica y la teoría moderna.

## Su trabajo
Matta-Clark usó distintos tipos de formato para documentar sus trabajos, incluyendo filmación, vídeo y fotografía. Sus trabajos incluyeron actuaciones, reciclaje de piezas, trabajos sobre el espacio y las texturas. Así mismo usó diversos juegos de palabras como medio de re-conceptualizar los roles y relaciones preconcebidos y condicionados socialmente (desde las personas a la arquitectura). Él demostró que la teoría de la entropía se aplica al lenguaje como así mismo al mundo físico, y que ese lenguaje no es una herramienta neutral sino que es portador de valores sociales y vehículo de ideologías.
"AN ARK KIT PUNCTURE, ANARCHY TORTURE, AN ARCTIC LECTURE, AN ORCHID TEXTURE, AN ART COLLECTOR..."
En febrero de 1969, se montó la muestra Earth Art, curatoriada por Willoughby Sharp y con la invitación de Tom Leavitt, en el Andrew Dickson White Museum of Art, en la Universidad de Cornell, en Ithaca (Nueva York). Matta-Clark, que vivía en Ithaca por ese entonces, fue invitado por Willoughby Sharp con el propósito de ayudar a los artistas en Earth Art con la ejecución in-situ de sus trabajos para la exposición. Luego Sharp animó a Gordon Matta-Clark a trasladarse a la ciudad de Nueva York donde Sharp continuó presentándolo a los miembros del ambiente artístico de la ciudad. El trabajo de Matta-Clark, Museum, en la Klaus Kertess Bykert Gallery, fue incluido e ilustrado en las páginas 4-5 de Avalanche 1, en otoño de 1970.
En 1971 viajó a Chile al saber que su padre estaba realizando obras en apoyo al gobierno del presidente Salvador Allende y quería encontrarlo, sin embargo cuando Gordon llegó, Matta ya se había ido. Pese a la desilusión, no perdió el tiempo e hizo su propia intervención artística en un baño del Museo Nacional de Bellas Artes (Chile), donde perforó interiormente una pared del histórico palacio neoclásico y por medio de espejos logró llevar a través de una especie de claraboya en el muro la luz del exterior, que termina iluminando una de las tazas del baño del personal del museo, siendo éste el único vestigio en el mundo de alguna de sus obras, y la cual fue reeditada por su amigo Gerry Hovagimyan con el fin de completar su obra, después de obtener los permisos de la viuda de Gordon y del director del museo (2013).
A comienzos de la década de los 70, como parte del grupo Anarchitecture, Matta-Clark se interesó en la idea de entropía, las brechas metamórficas, y los espacios residuales o ambiguos.
Fake Estates fue un proyecto comprometido con el tema de la propiedad de la tierra y el mito del sueño americano de que todos y cada uno pueden volverse “terratenientes” por ser dueños de una propiedad. Matta-Clark "participa" de este sueño mediante la compra de 15 propiedades residuales y abandonadas en Nueva York (14 en Queens y 1 en Staten Island) por $25–$75 cada terreno. Irónicamente, esos “solares” eran imposibles de usar o inaccesibles por su dimensiones y posición para su desarrollo, y por tanto la posibilidad de capitalizarlos, y de volverse propietario en forma efectiva, pasaba a ser sólo una idea en el papel.
En 1974, llevó a cabo una desconstrucción literal, quitando la fachada de una casa abandonada en el Love Canal, y trasladando los restos de murallas a Artpark, para su trabajo Bingo.
Para la IX Bienal de París de 1975 realizó la pieza titulada Conical Intersect, mediante el corte de un gran agujero con forma de cono a través de dos casas antiguas que databan del siglo XVII en el distrito comercial conocido como Les Halles, que estaban siendo demolidas con el propósito de construir el después controvertido Centro Pompidou.

## El restaurante Food

'Opening the doors of Food' (1971). A la derecha, Matta-Clark.

En 1971, Matta-Clark junto a Carol Gooden funda Food, en el SoHo de Nueva York, un restaurante dirigido y atendido por artistas. El lugar pronto se convirtió en un comedor de eventos con una cocina abierta e ingredientes exóticos, donde se celebraba el acto de cocinar y compartir. Las actividades en Food ayudaron a conformar la comunidad artística del centro de Manhattan. Al ser el primer espacio de este tipo en el SoHo, el restaurante Food se volvió muy conocido entre artistas y pasó a ser el lugar central de encuentro para grupos tales como el Philip Glass Ensemble, Mabou Mines y los bailarines de Grand Union. Matta-Clark administró Food hasta 1973.

## Su muerte y su legado
Matta-Clark, a sus tempranos 35 años, murió de un cáncer de páncreas el 27 de agosto de 1978.
Después de su fallecimiento fueron organizadas importantes exposiciones retrospectivas en diversas instituciones alrededor del mundo, incluyendo el Museo Nacional de Bellas Artes (Chile) (Santiago, Chile), el Museum of Contemporary Art (Chicago); Badischer Kunstverein (Karlsruhe, Alemania); IVAM Centro Julio González (Valencia, España); el Whitney Museum of American Art (New York), el Museo de Arte Contemporáneo (Los Ángeles), www.thehighline.org Gordon Matta-Clark y el Museo de Arte de Lima MALI mali.pe entre cientos de otros sitios en Occidente.
Los archivos de Gordon Matta-Clark se encuentran albergados en el Centro Canadiense de Arquitectura de la ciudad de Montreal. El legado de Gordon Matta-Clark está representado por David Zwirner, en Nueva York.

## Exposiciones
- Gordon Matta-Clark 1969-1978: Reorganización de la estructura mediante el dibujo, MACBA, Barcelona (1998)
- En chantier: The Collections of the CCA, 1989-1999 (en inglés), Centro Canadiense de Arquitectura, Montreal (1999-2000)
- out of the box: price rossi stirling + matta-clark (en inglés), Centro Canadiense de Arquitectura, Montreal (2003-2004)
- Absent Wall: Recalling Gordon Matta-Clark’s Garbage Wall (1970) (en inglés), Centro Canadiense de Arquitectura, Montreal (2004)
- Gordon Matta-Clark, Museo Reina Sofia, Madrid (2006)
- Arrivals(en inglés), Centro Canadiense de Arquitectura, Montreal (2008)
- Gordon Matta-Clark: Deshacer el espacio (enlace roto disponible en Internet Archive; véase el historial, la primera versión y la última)., Museo Nacional de Bellas Artes, Santiago de Chile (2008-2009)
- Gordon Matta-Clark: Deshacer el espacio, Museo de Arte de Lima,  Lima (2010)
- Material Thinking: Gordon Matta-Clark selected by Yann Chateigné (en inglés), Centro Canadiense de Arquitectura, Montreal  (2019)
- Rough Cuts and Outtakes: Gordon Matta-Clark selected by Hila Peleg (en inglés), Centro Canadiense de Arquitectura, Montreal  (2019-2020)
- Line of Flight: Gordon Matta-Clark selected by Kitty Scott (en inglés), Centro Canadiense de Arquitectura, Montreal  (2020)